# 曾根美樹
曾根 美樹（そね みき、1986年5月8日 - ）は、日本の元フィギュアスケート選手（女子シングル）。父親は俳優の曽根晴美。兄は同じく俳優の曽根悠多。

## 経歴
愛知県出身。中京大学体育学部に在籍。6歳のころにスケートを始めた。1999-2000シーズンよりジュニアクラスに上がり、全日本ジュニア選手権に4度出場。2004-2005シーズンからはシニアクラスに移行し、全日本選手権に5シーズン続けて出場した。最高順位は2005-2006シーズンに行われた第74回全日本選手権での14位。国際大会への出場はないが、卓越した演技力とセルフ・プロデュース能力を持ち、『101匹わんちゃん』や『大奥』などの個性的なエキシビションで注目された。2008-2009シーズン限りで競技生活から引退した。

## 主な戦績
| 大会/年         | 1999-00 | 2000-01 | 2001-02 | 2002-03 | 2003-04 | 2004-05 | 2005-06 | 2006-07 | 2007-08 |
| --------------- | ------- | ------- | ------- | ------- | ------- | ------- | ------- | ------- | ------- |
| 全日本選手権    |         |         |         |         | 16      | 17      | 14      | 15      | 21      |
| 全日本Jr.選手権 | 13      | 20      | 23      | 25      |         |         |         |         |         |

## プログラム
| シーズン  | SP                                                | FS     | EX              |
| --------- | ------------------------------------------------- | ------ | --------------- |
| 2007-2008 |                                                   |        | 大奥            |
| 2006-2007 | サラバンド 作曲：ゲオルク・フリードリヒ・ヘンデル | サロメ | 101匹わんちゃん |
| 2005-2006 |                                                   |        | オペラ座の怪人  |